# Boiga wallachi
Espèce
Statut de conservation UICN

 DD  : Données insuffisantes
Boiga wallachi est une espèce de serpents de la famille des Colubridae.

## Répartition
Cette espèce est endémique des îles Nicobar en Inde.

## Publication originale
- Das, 1998 : A new species of Boiga (Serpentes: Colubridae) from the Nicobar Archipelago. Journal of South Asian natural History, vol. 3, n. 1, p. 59.